# Cut to the Feeling
"Cut to the Feeling" er en sang af sangeren og sangskriveren Carly Rae Jepsen, som stammer fra den canadisk-franske animationsfilm Ballerina (2016). Den blev frigivet som single den 26. maj 2017 for at promovere filmens udgivelse i USA (hvor filmen hed Leap!). Sangen blev senere inkluderet på EP'en: Emotion: Side B+ (2017), der kun blev udgivet i Japan, hvor den var den første sang. Sangen er skrevet af Jepsen, Simon Wilcox og Nolan Lambroza og produceret af Lambroza. Sangen er temasang for realityserien Siesta Key, der sendes på MTV.